# Lophocampa pallida
Lophocampa pallida är en fjärilsart som beskrevs av Rothschild 1910. Lophocampa pallida ingår i släktet Lophocampa och familjen björnspinnare. Inga underarter finns listade i Catalogue of Life.